# Warrelknoest

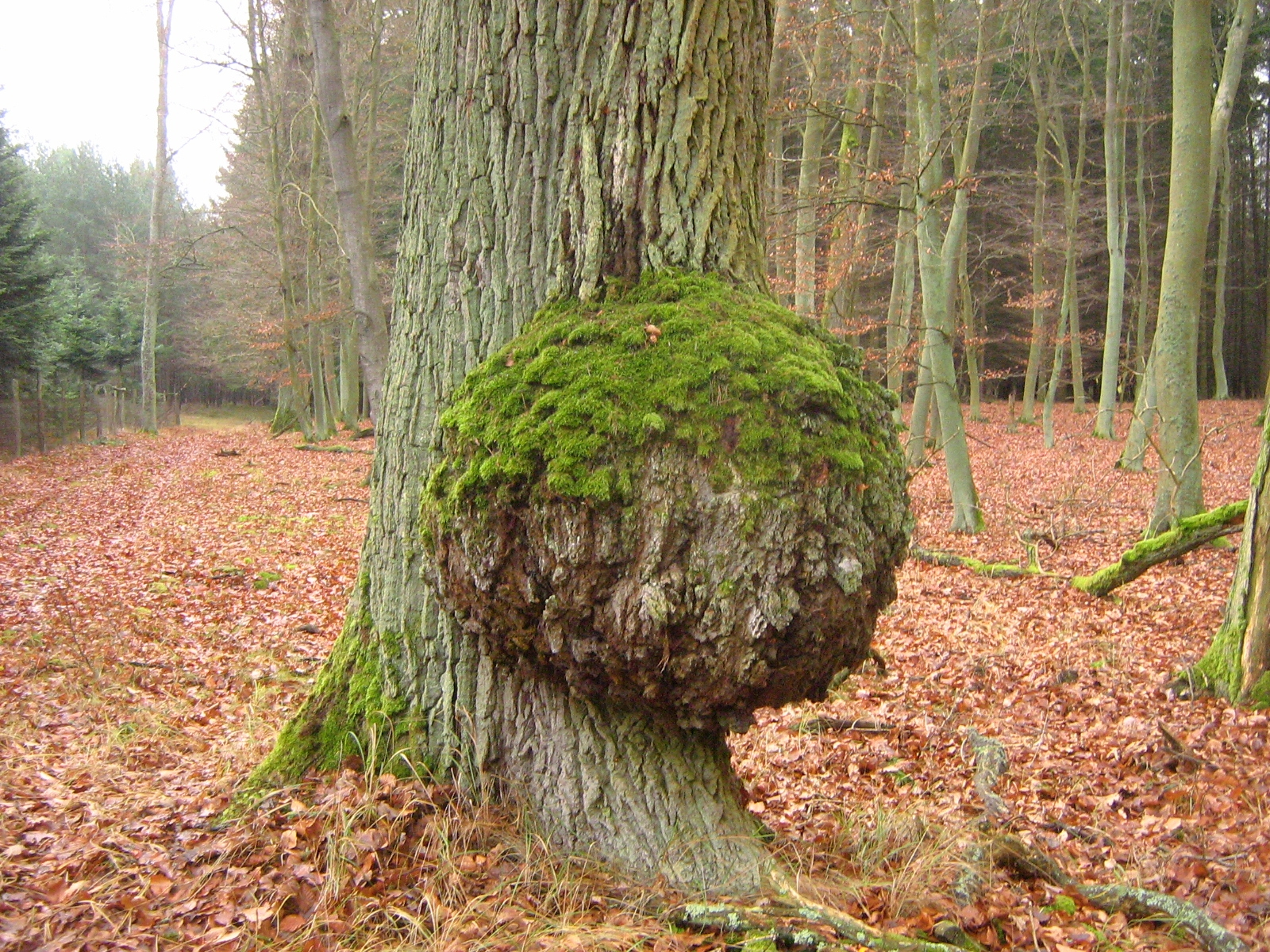
Wintereik met een grote warrelknoest in de heuvels van Brohmer Berge in Noord-Duitsland

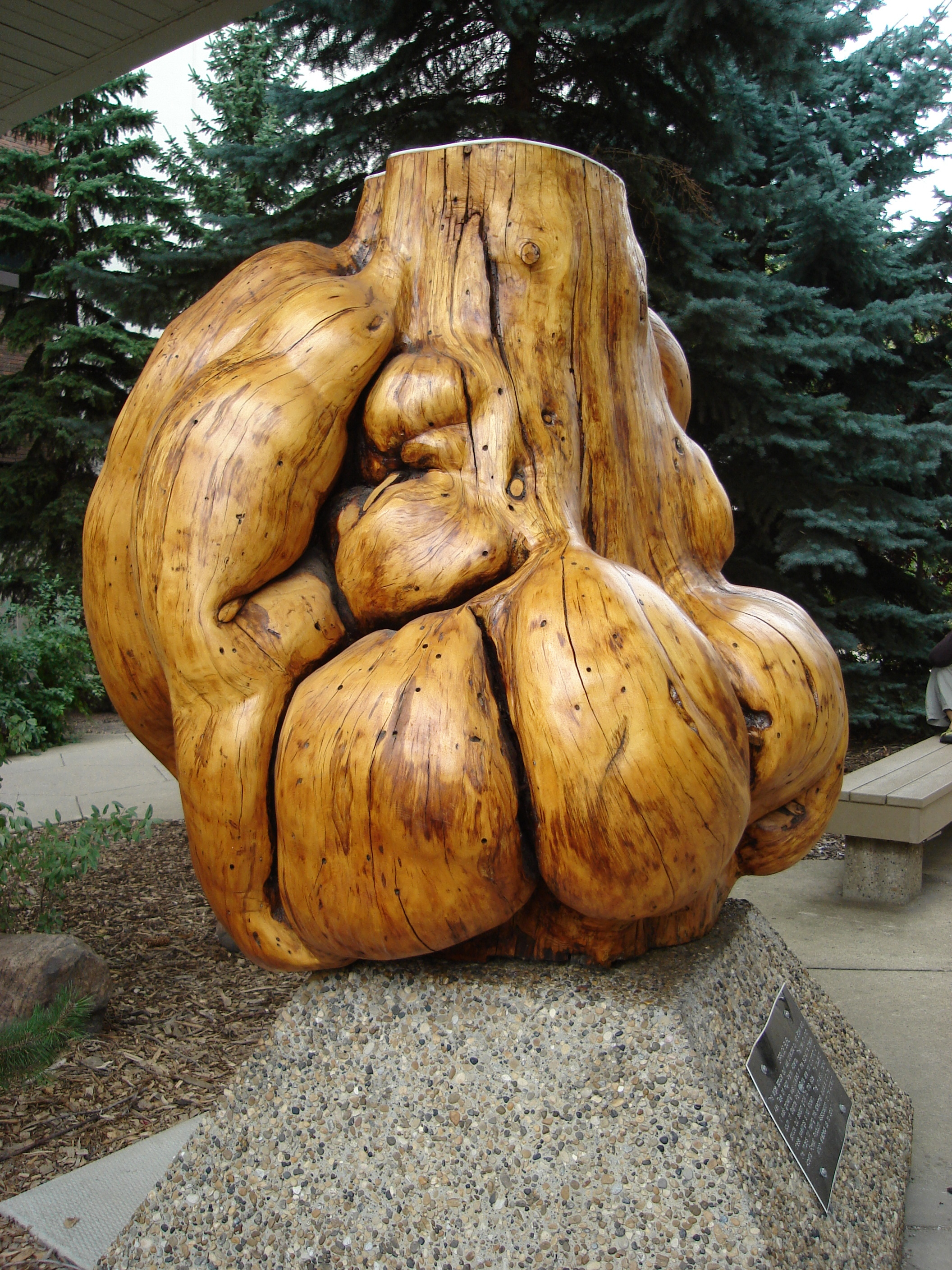
Warrelknoest ontdaan van bast

Een warrelknoest of warrel, ook wel wortelhout of maserknol genoemd, is een op een tumor lijkend uitgroeisel in een boom. De knoesten nemen buitengewone vormen aan die sterk afwijken van het normale groeipatroon van een boom. Ze kunnen als grote ballen aan de stam kleven, maar ook de hele stam of wortel omsluiten. Hoewel een warrelknoest jaar na jaar groter wordt, belemmert het meestal de groei van de boom niet.

## Gebruik
Warrelknoesthout is zeer warrig gegroeid en zit vol kwastjes: dit geeft het hout een uitgesproken tekening. Dit hout wordt door houtsnijders, houtdraaiers en meubelmakers meestal wortelhout genoemd. Het heeft een apart uiterlijk, dat door velen mooi gevonden wordt. Het is exclusief, want zeldzaam en dus duur. Ook stelt de bewerking aparte eisen aan de vakbekwaamheid van degenen die het verwerken.
Bij naaldbomen komen bruikbare warrels bij vrij weinig soorten voor: dat van de kustmammoetboom is een van de bekendste (Vavona). Bij loofbomen gaat het om veel meer soorten: dat van iepen is een van de bekendste. De warrelknoesten op al deze verschillende boomsoorten hebben hun eigen specifieke eigenschappen van voorkomen, verwerking en gebruik.
De traditionele drinkbekers (guksi of kuksa) van de Samen worden gemaakt van warrelknoesten.

## Afbeeldingen van voorwerpen

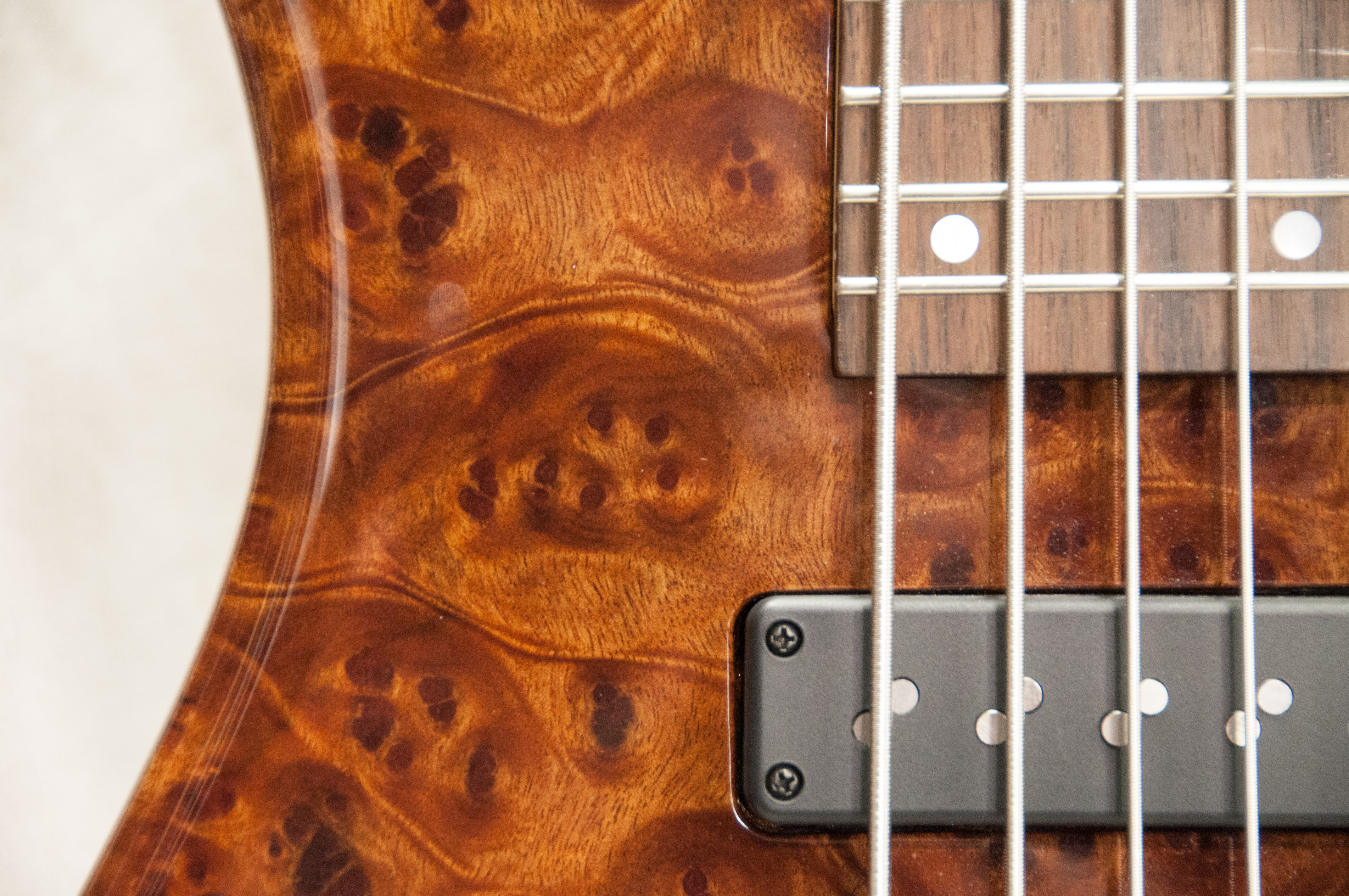
Wortelfineer op gitaar
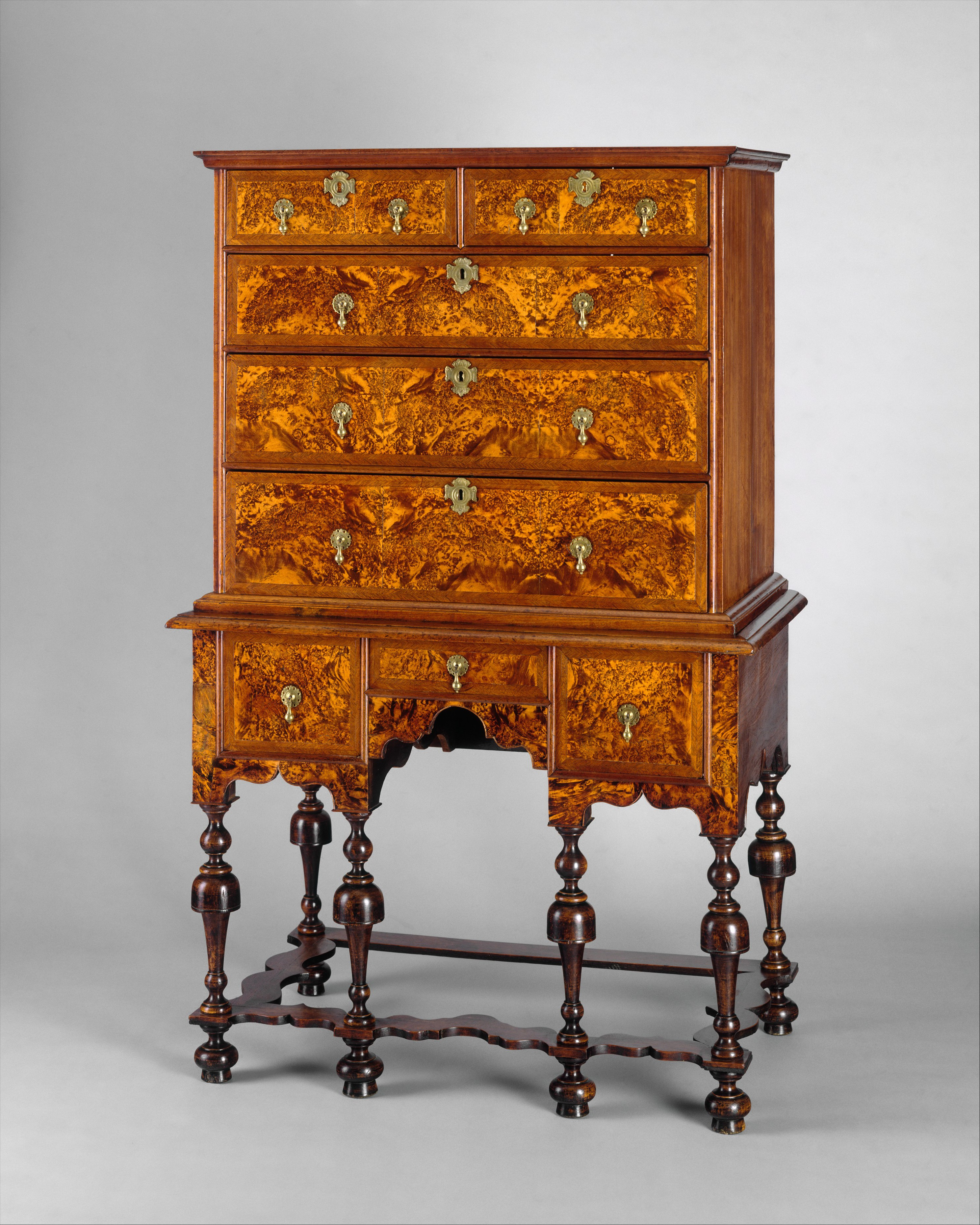
Wortelfineer op kast
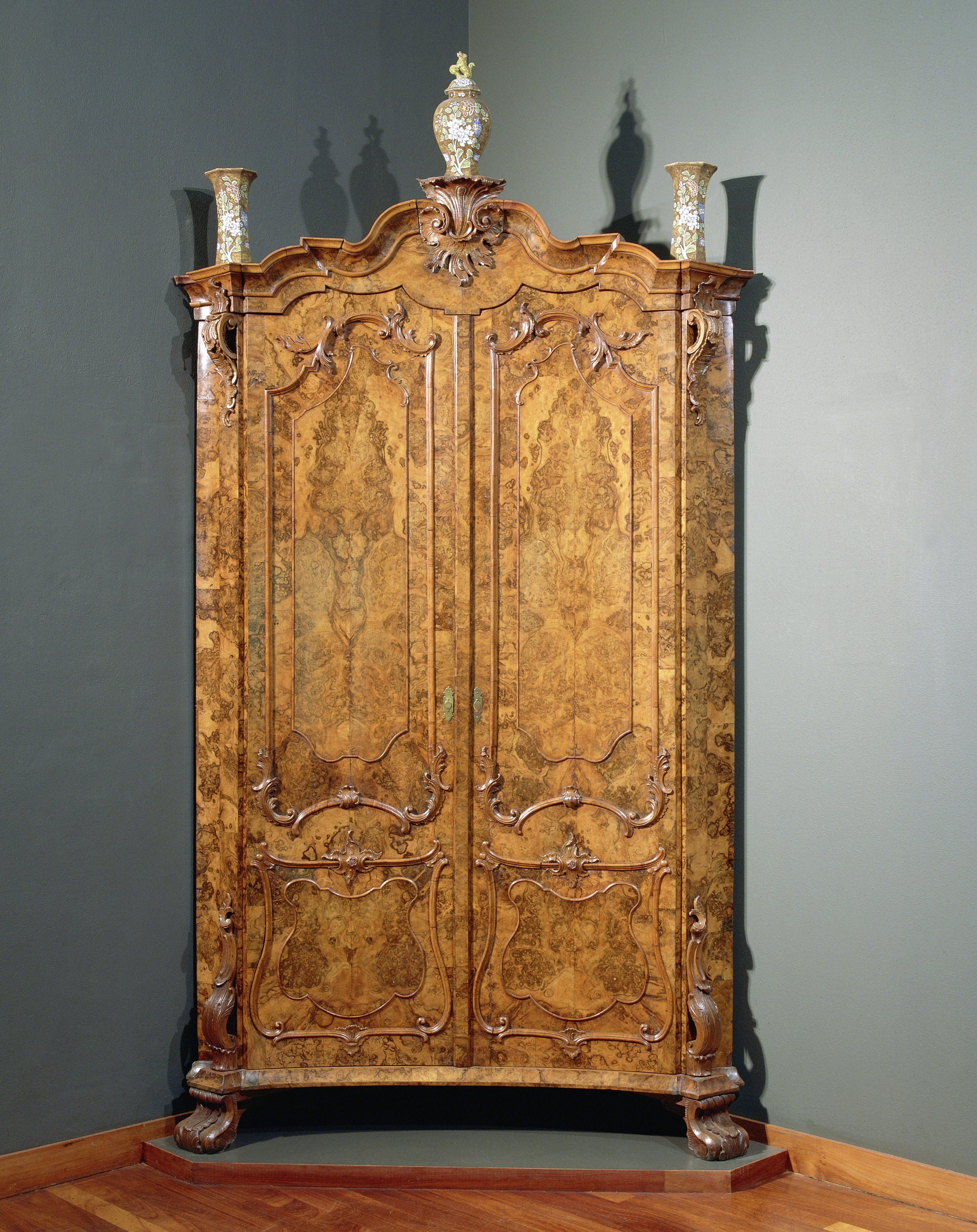
Wortelfineer op kast
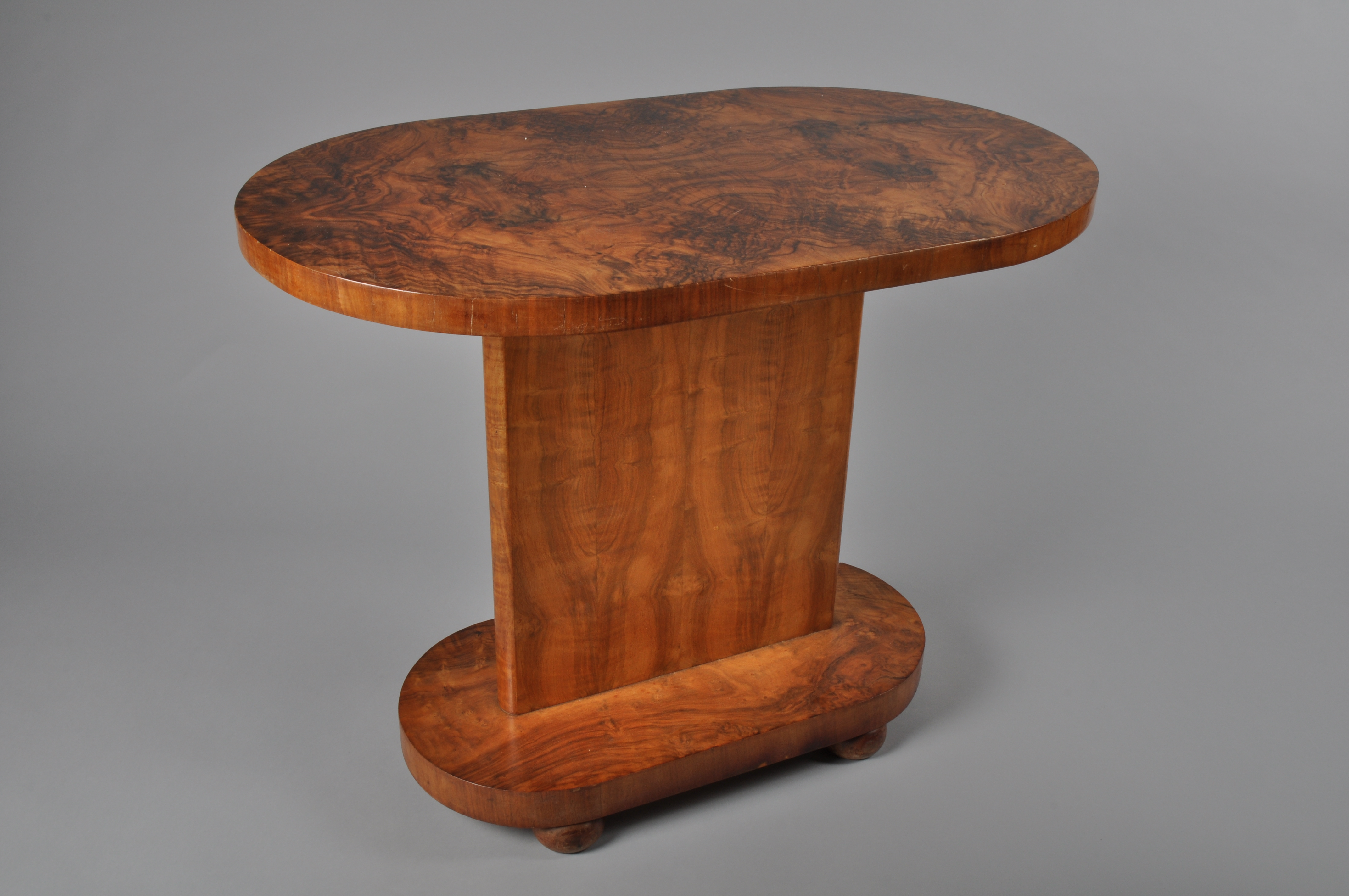
Wortelnotenfineer op tafel
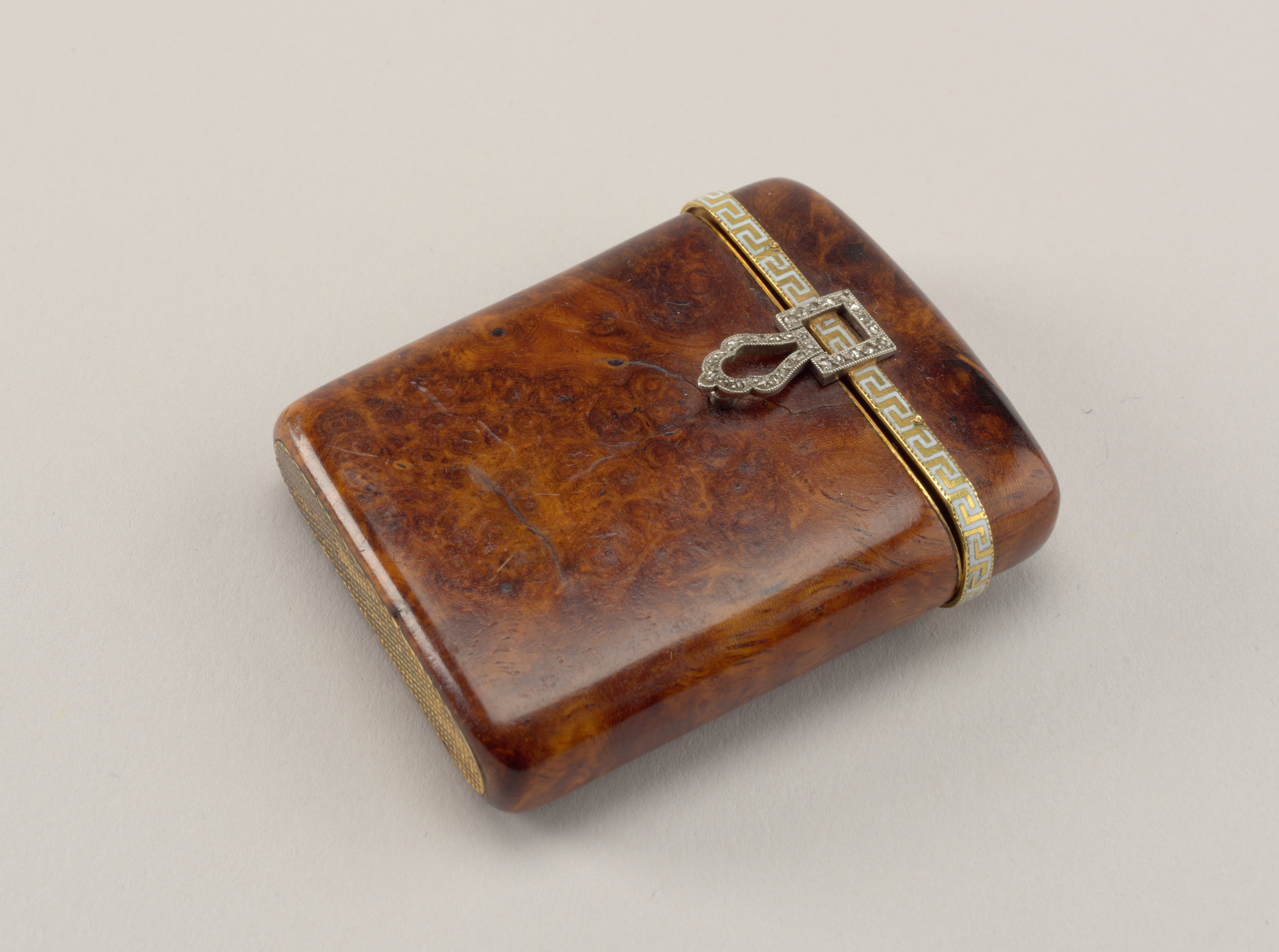
Klein siervoorwerp
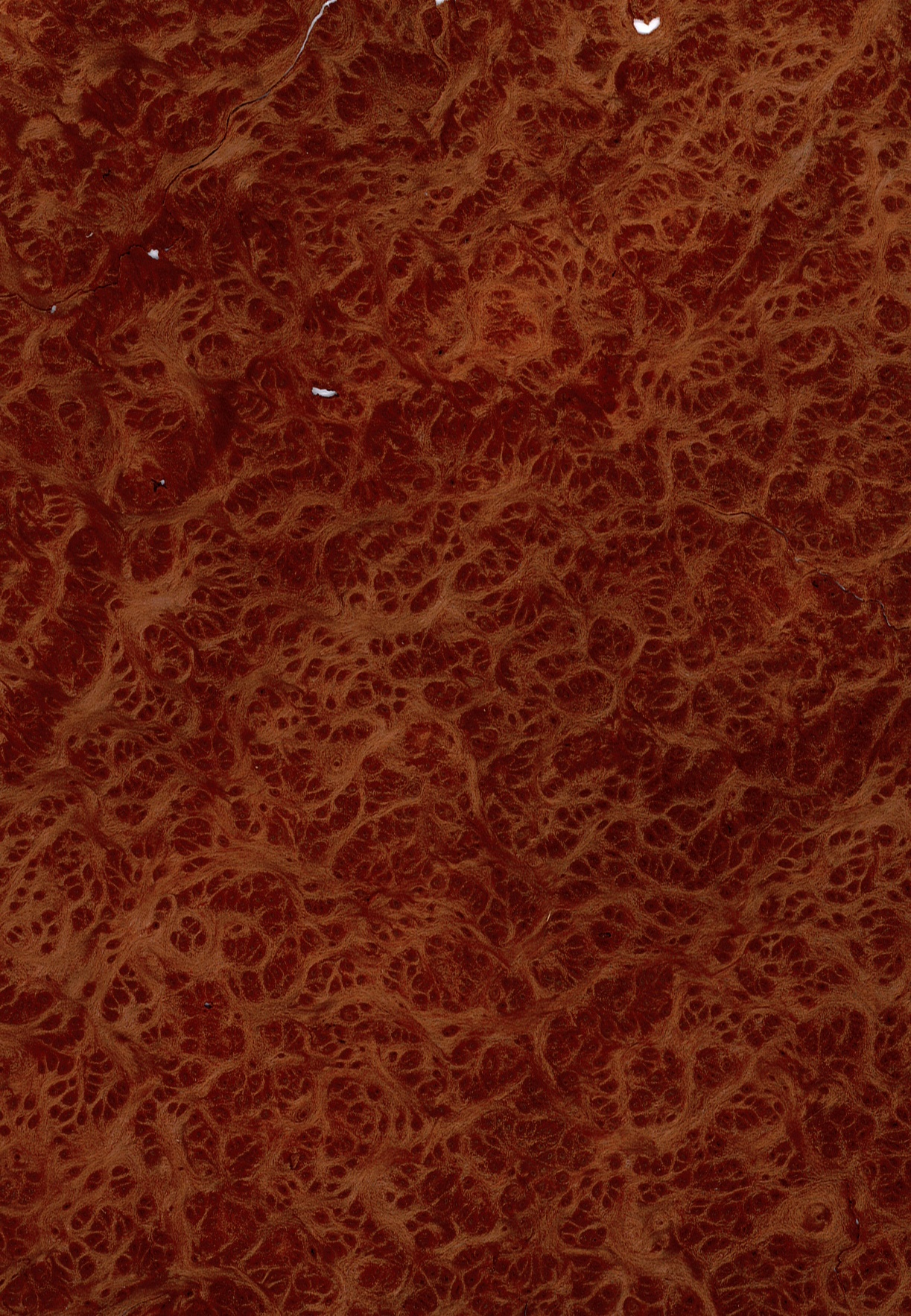
Vavona wortelfineer
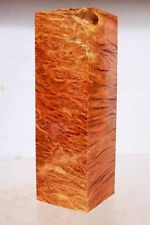
Massief wortelhout (Eucalyptus coolabah)
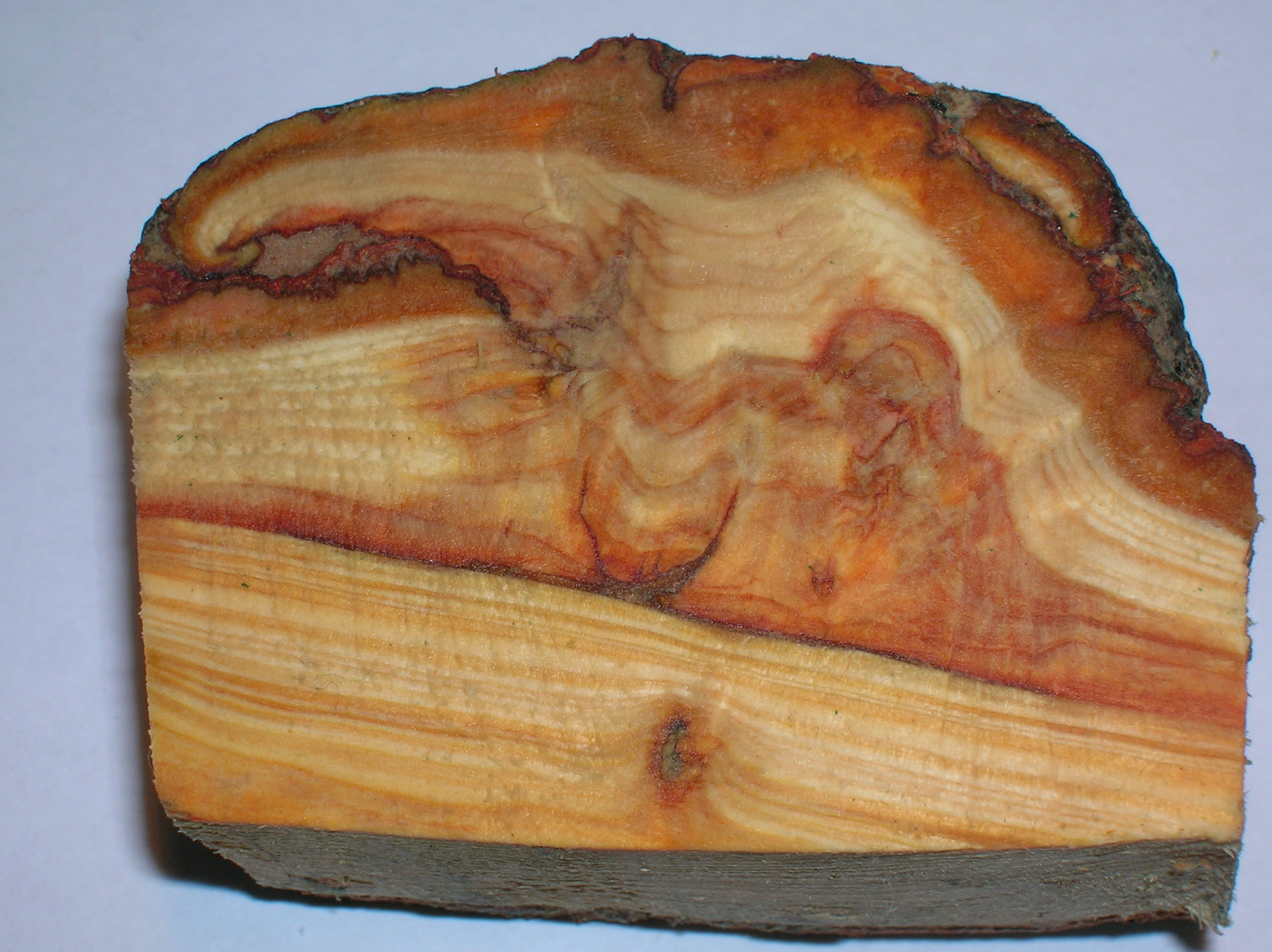
Open warrel van een larix
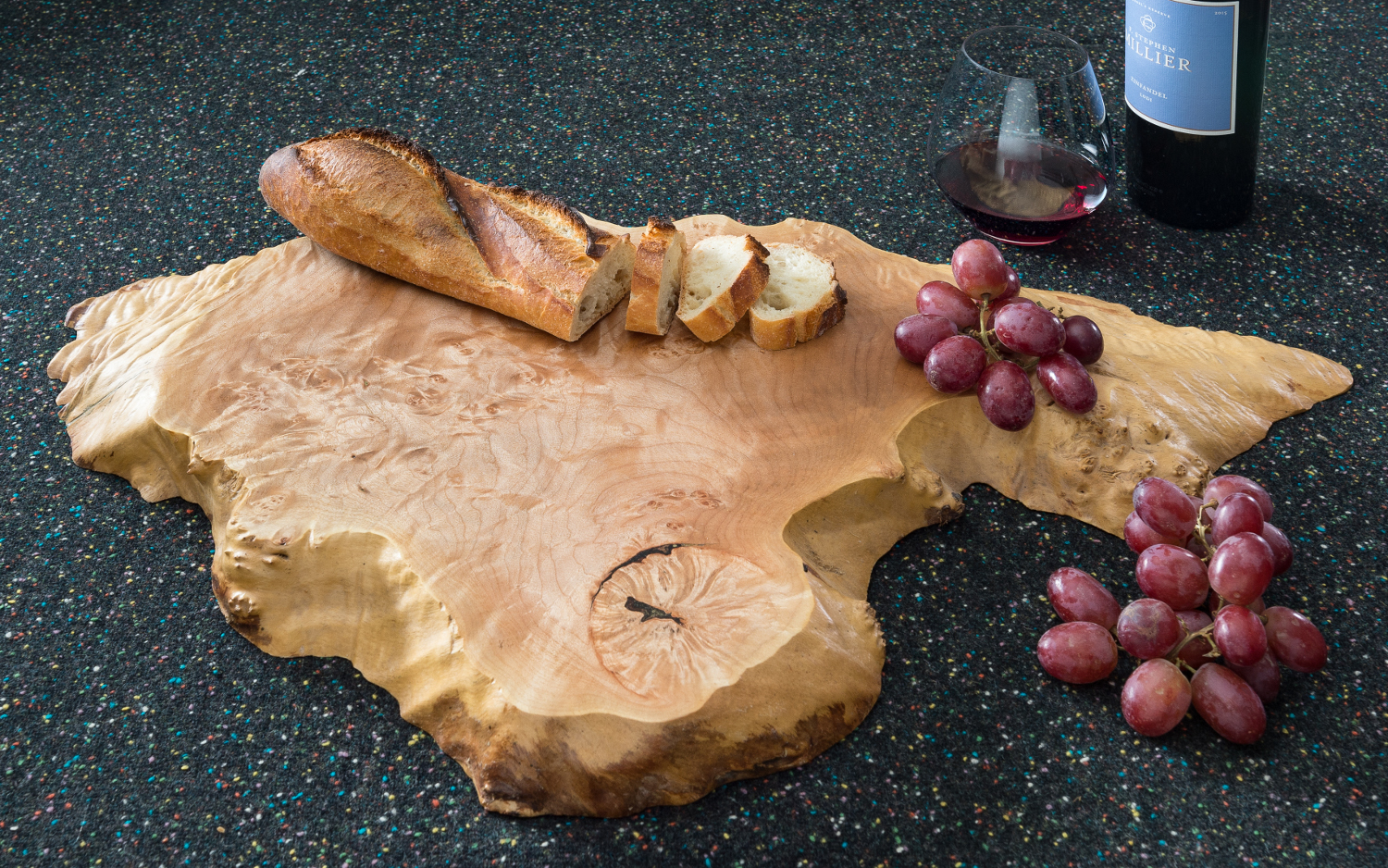
Warrel-snijplank van een eik

## Afbeeldingen van bomen

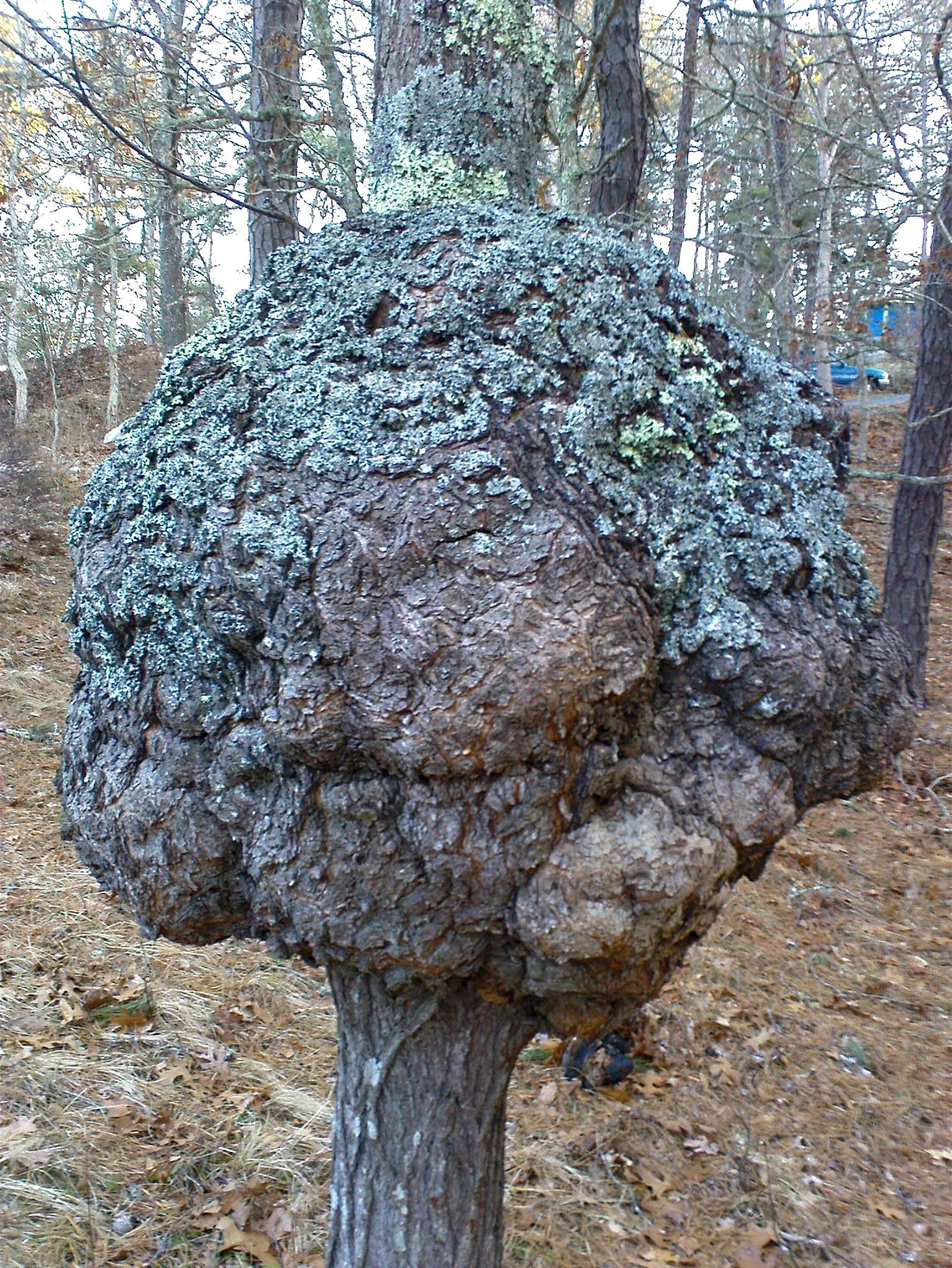
Warrelknoest van 65–70 cm aan een eik in Wellfleet, MA, VS
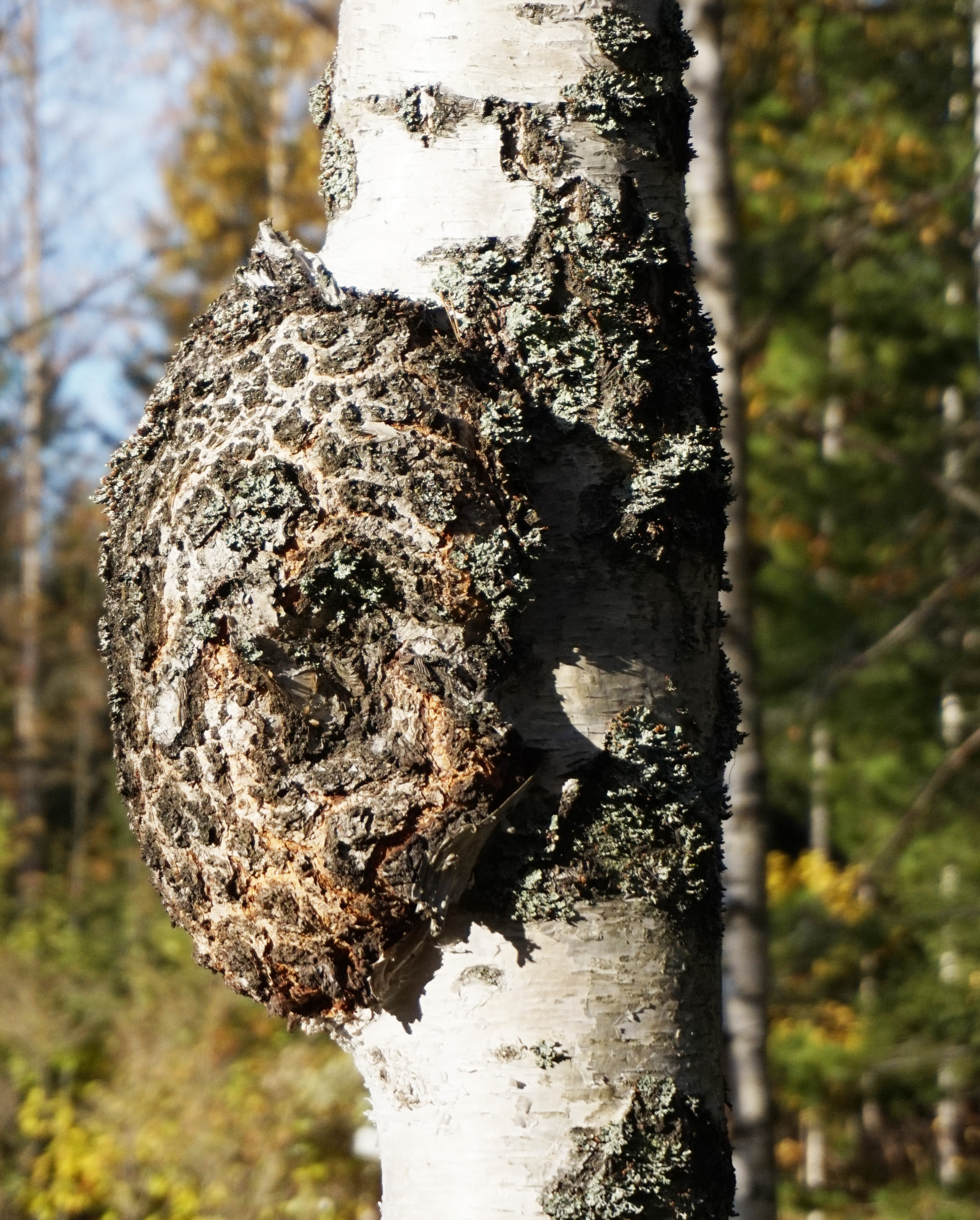
Warrel op een berk
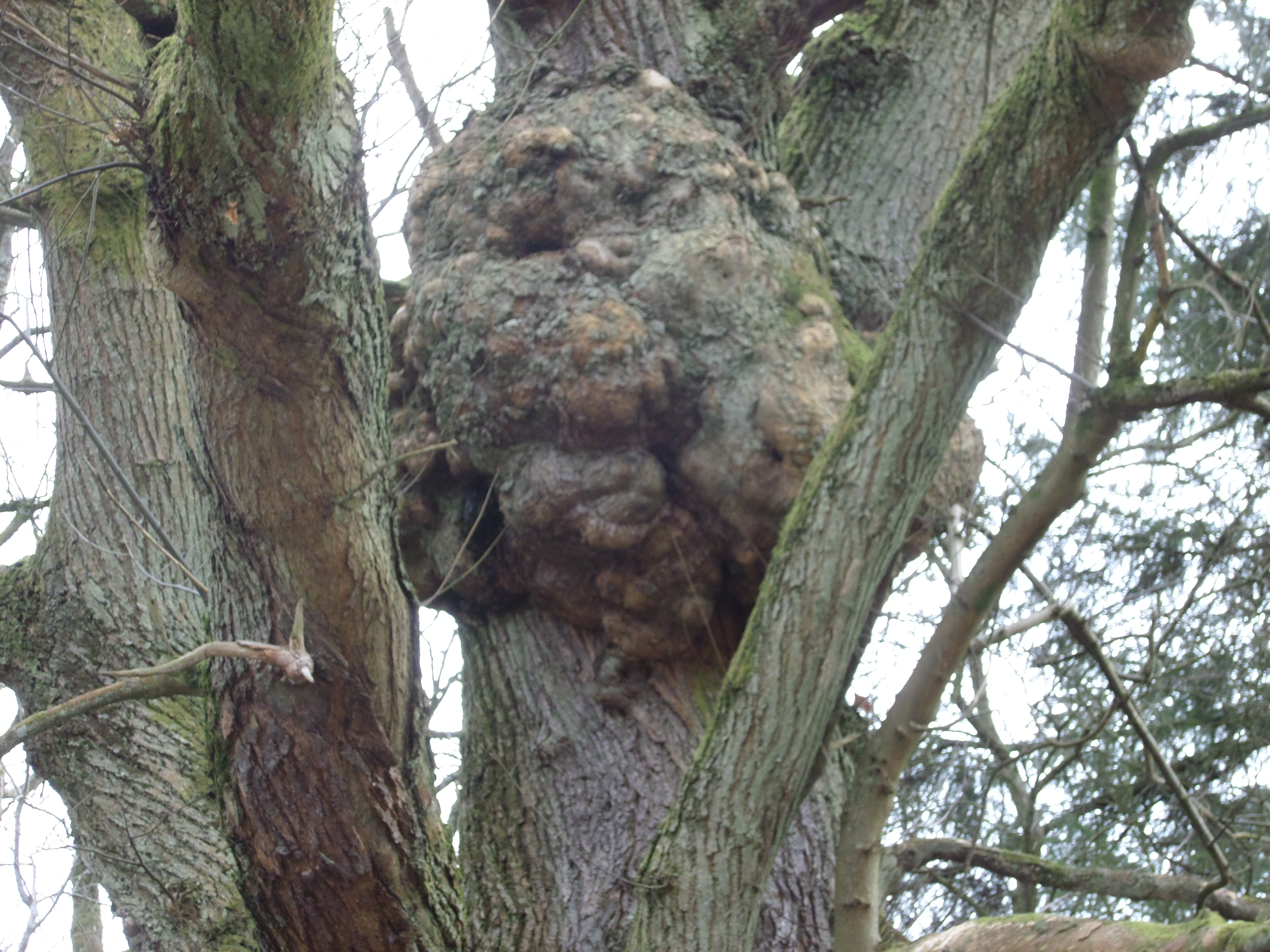
Op een linde
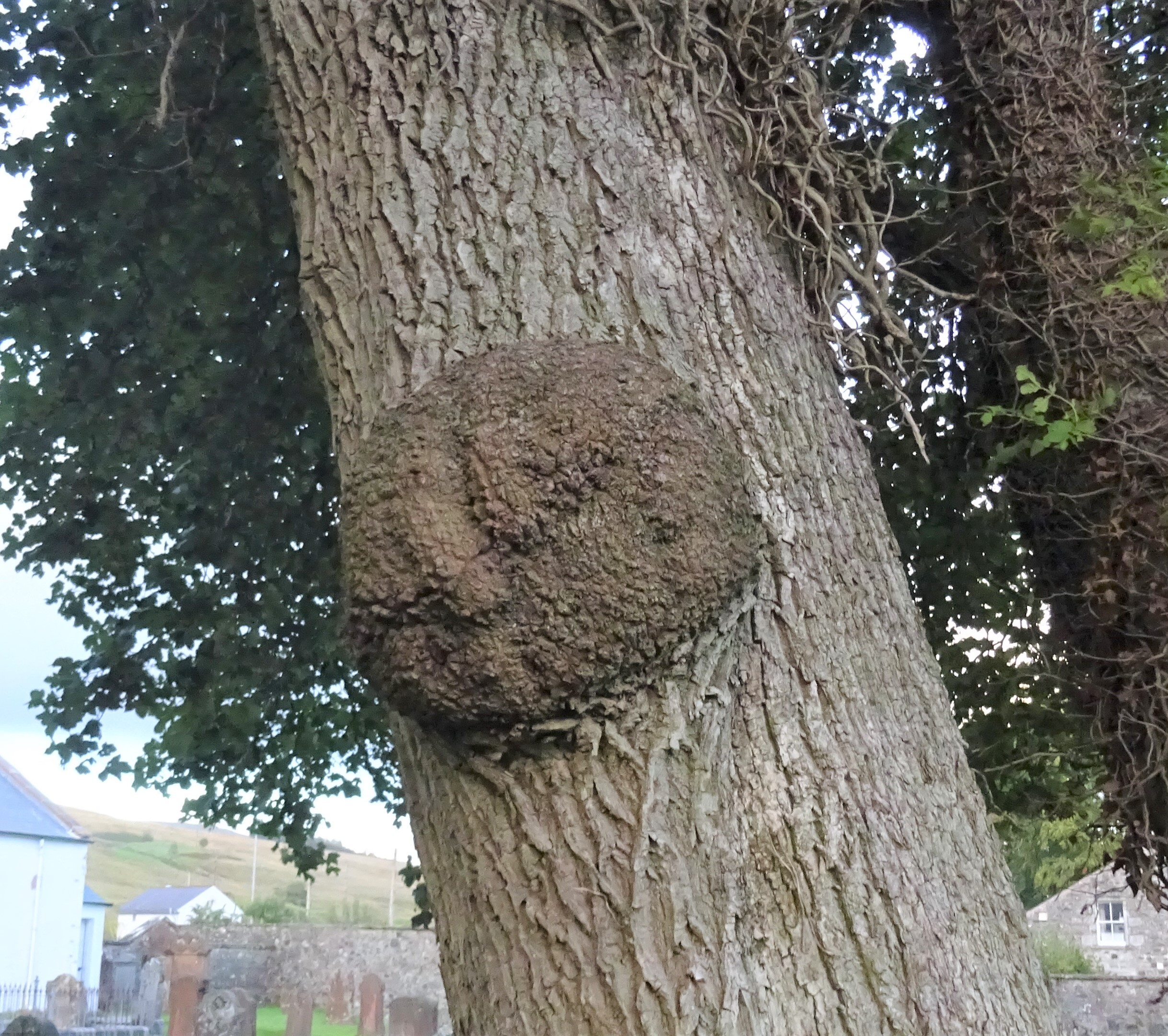
Op een es
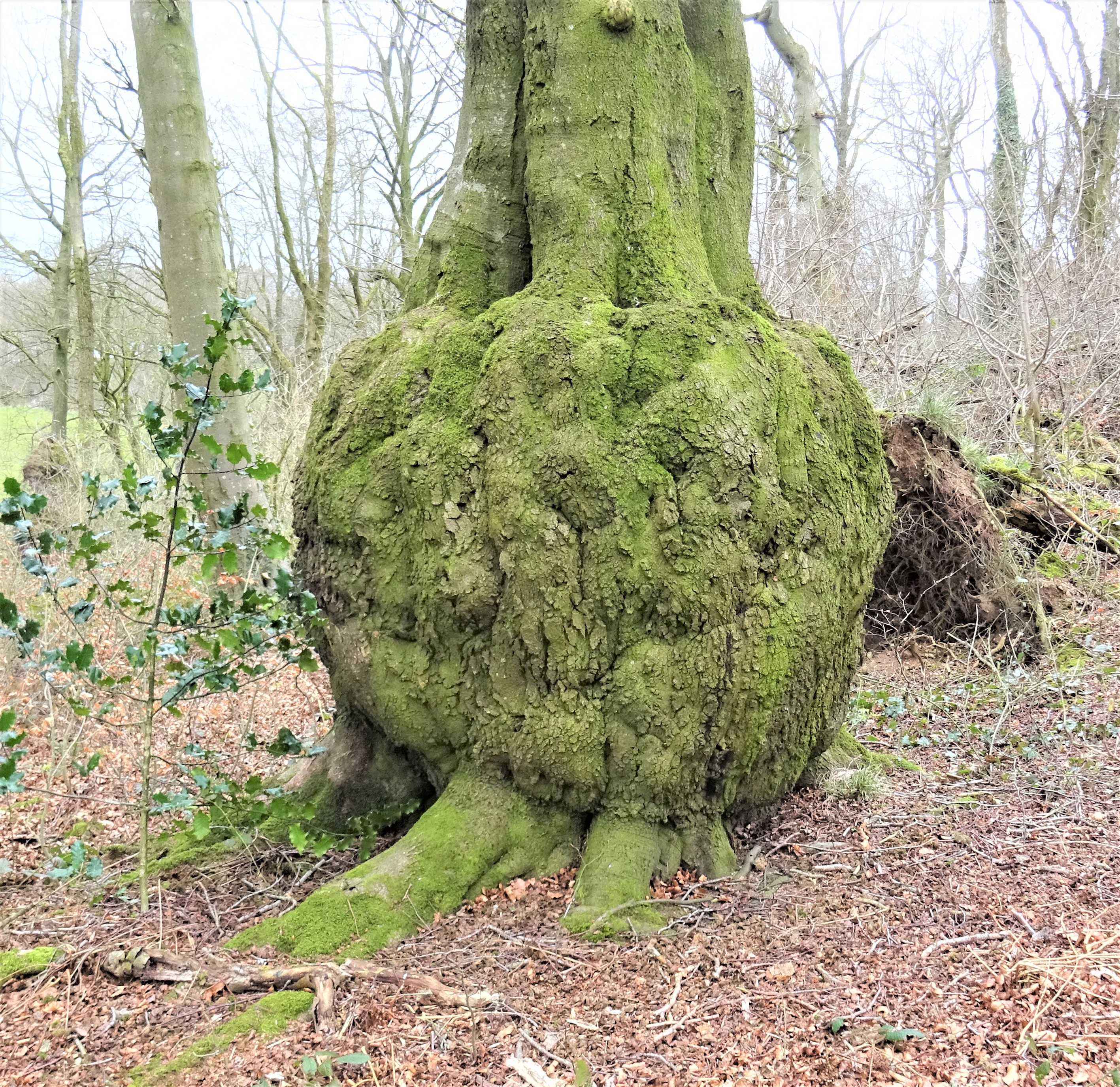
Op een beuk
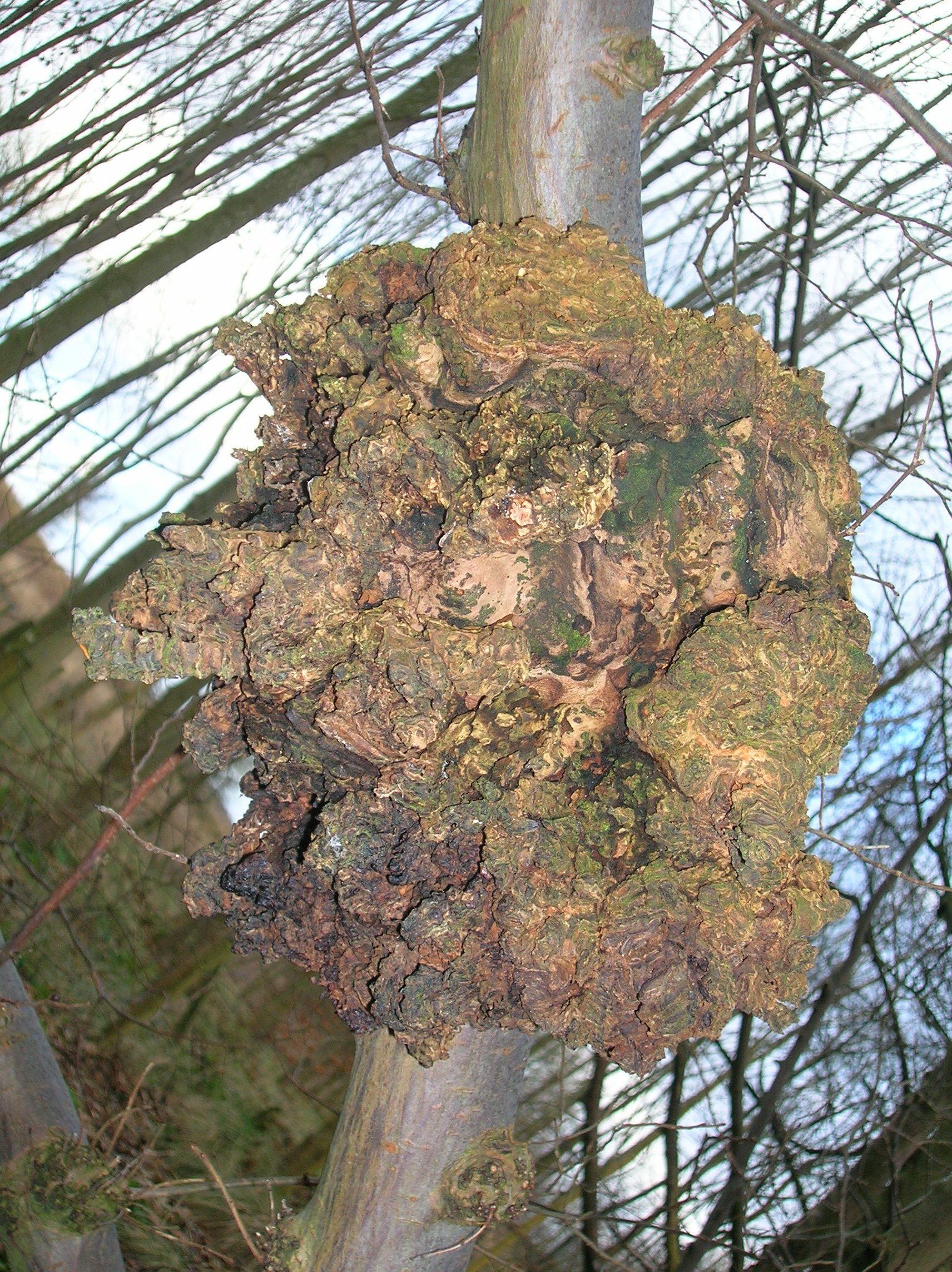
Op een iep
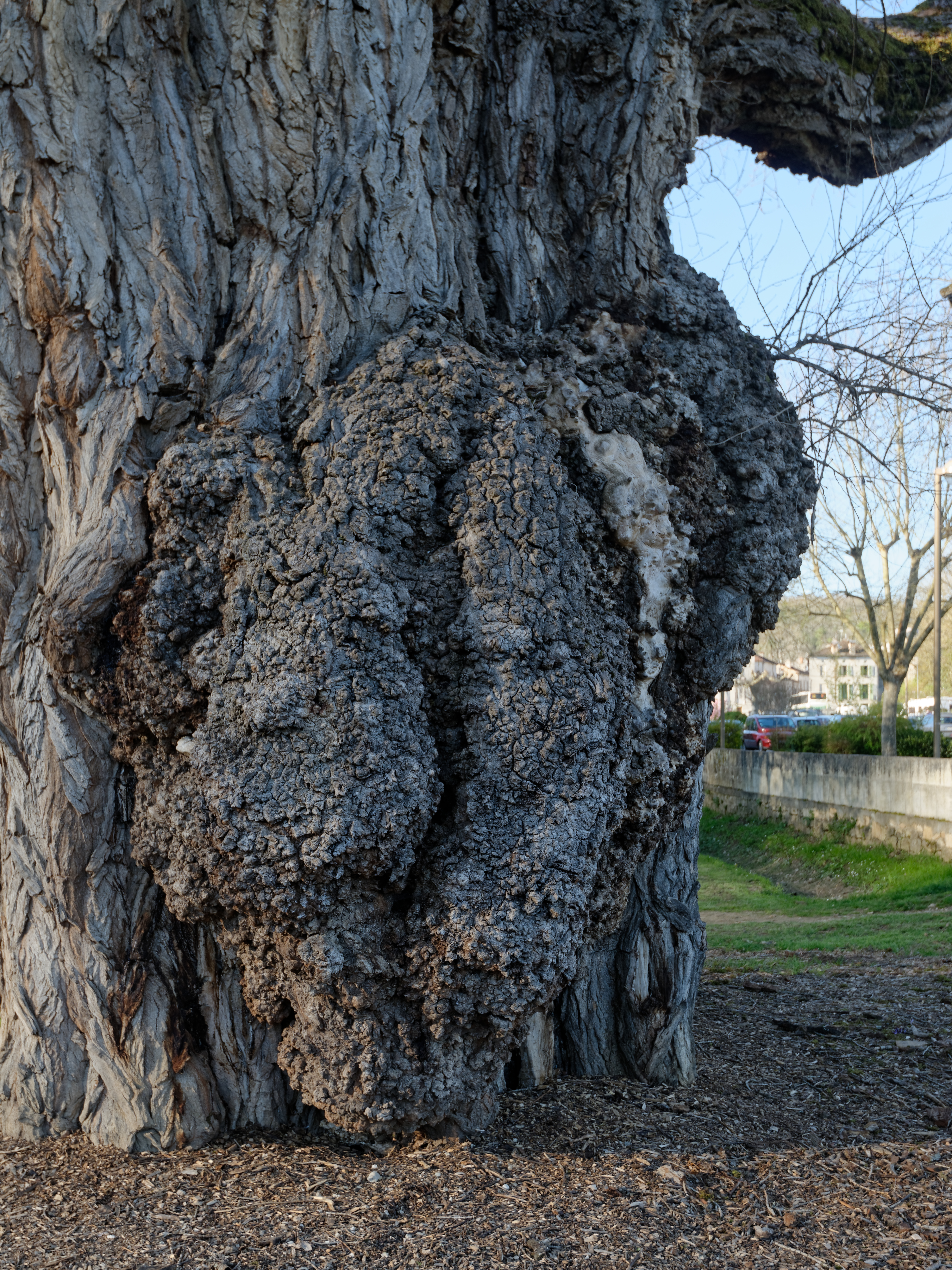
Op een populier
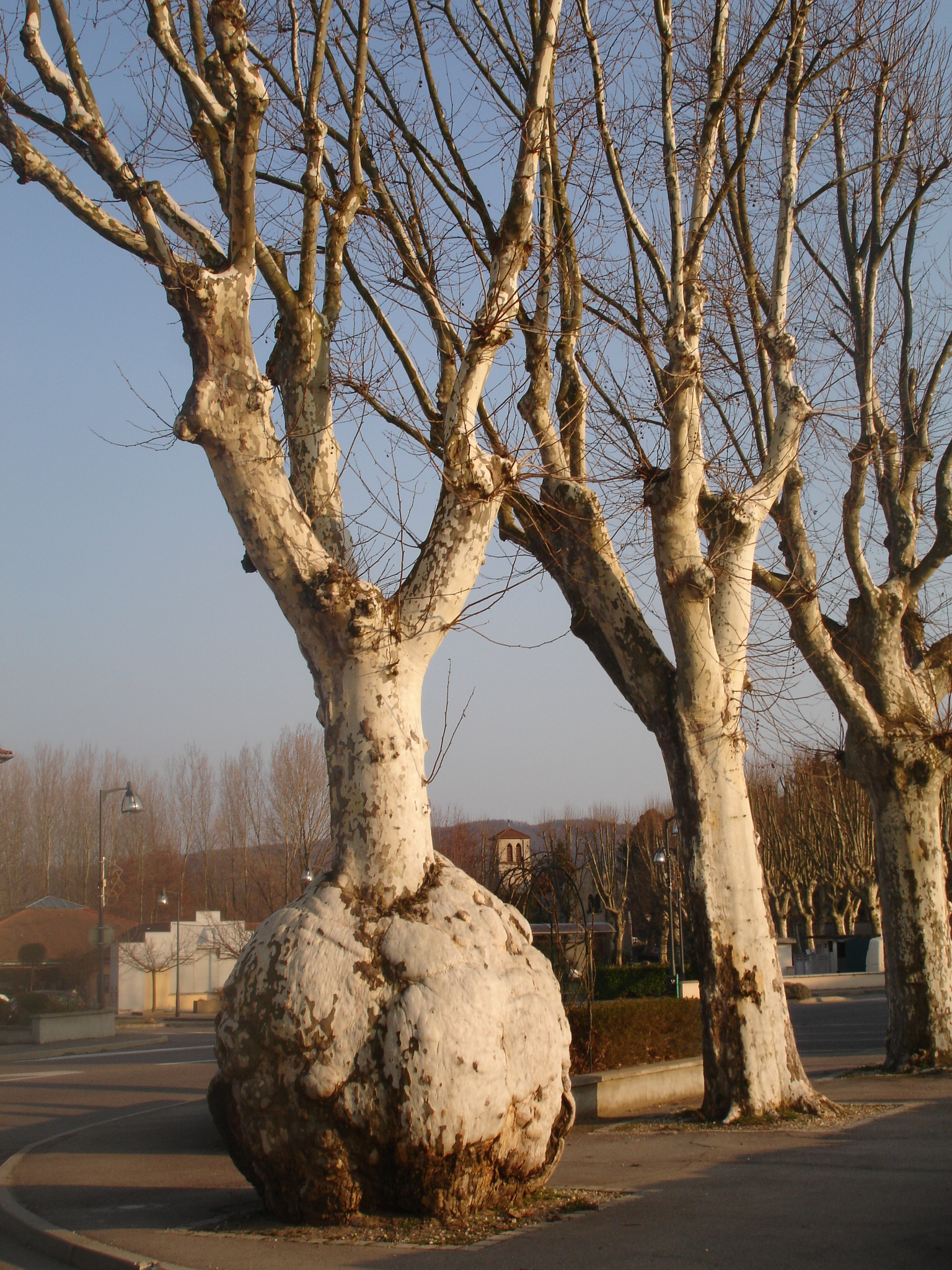
Op een plataan
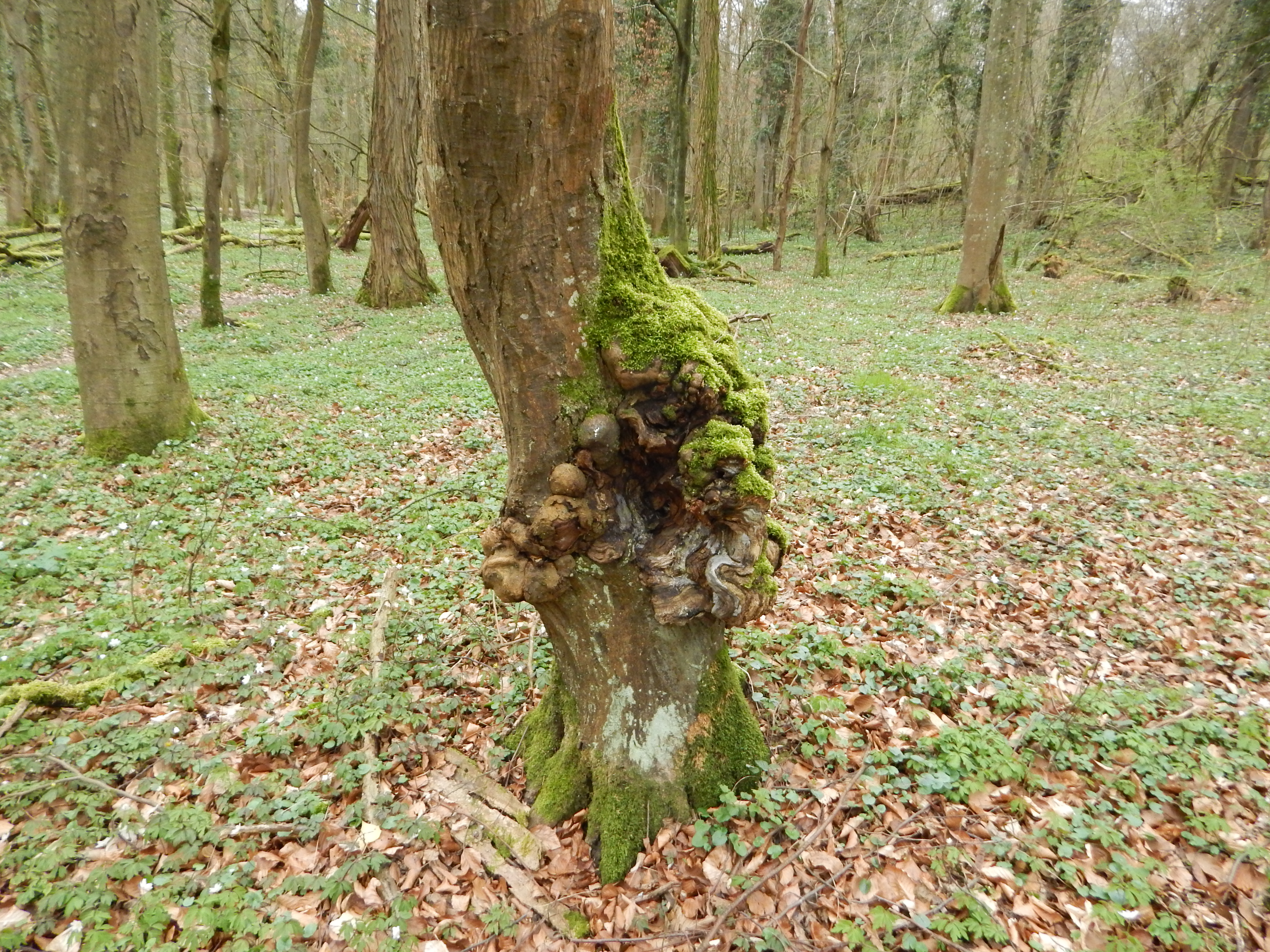
Op een haagbeuk
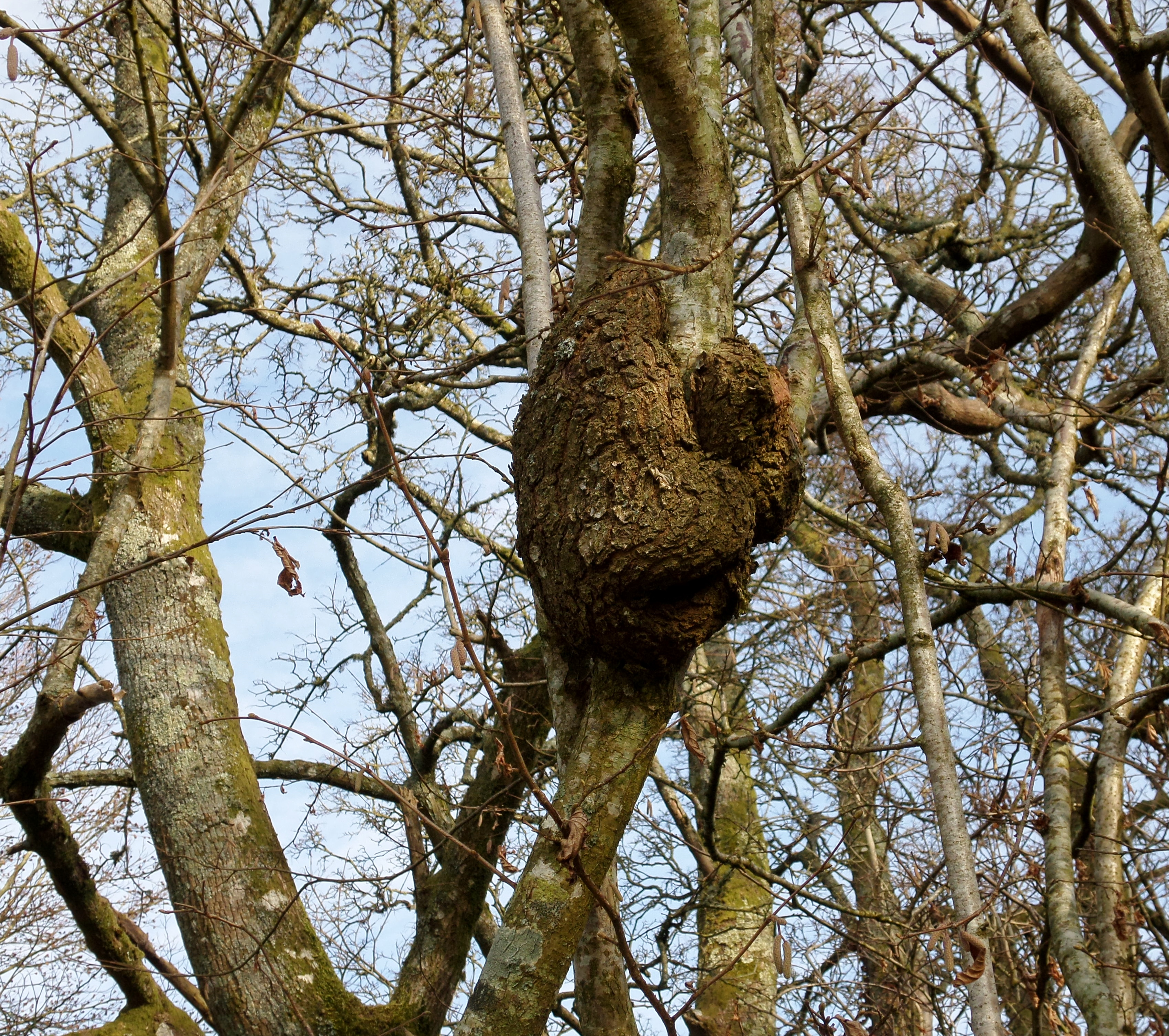
Op een hazelaar
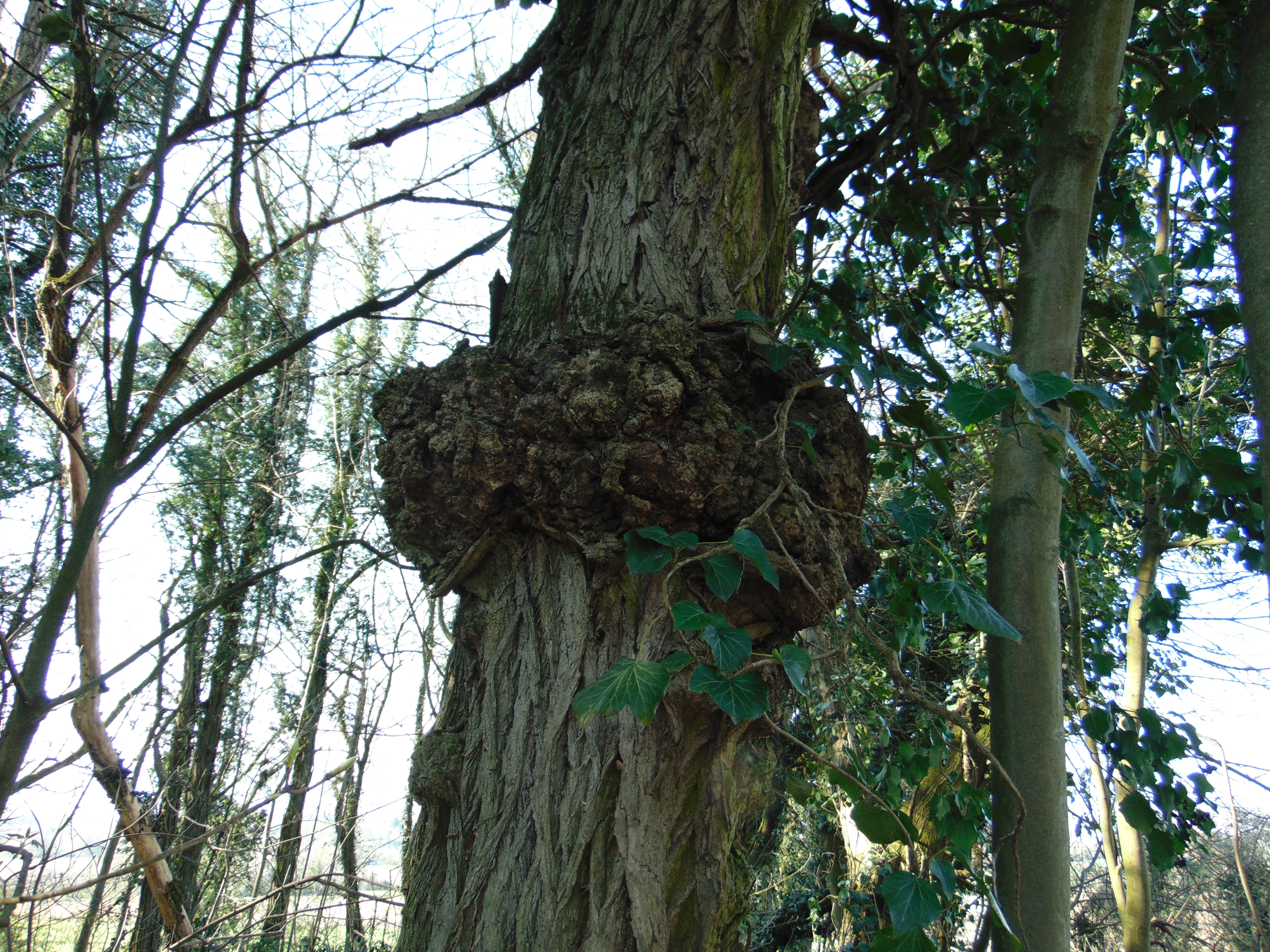
Op een robinia
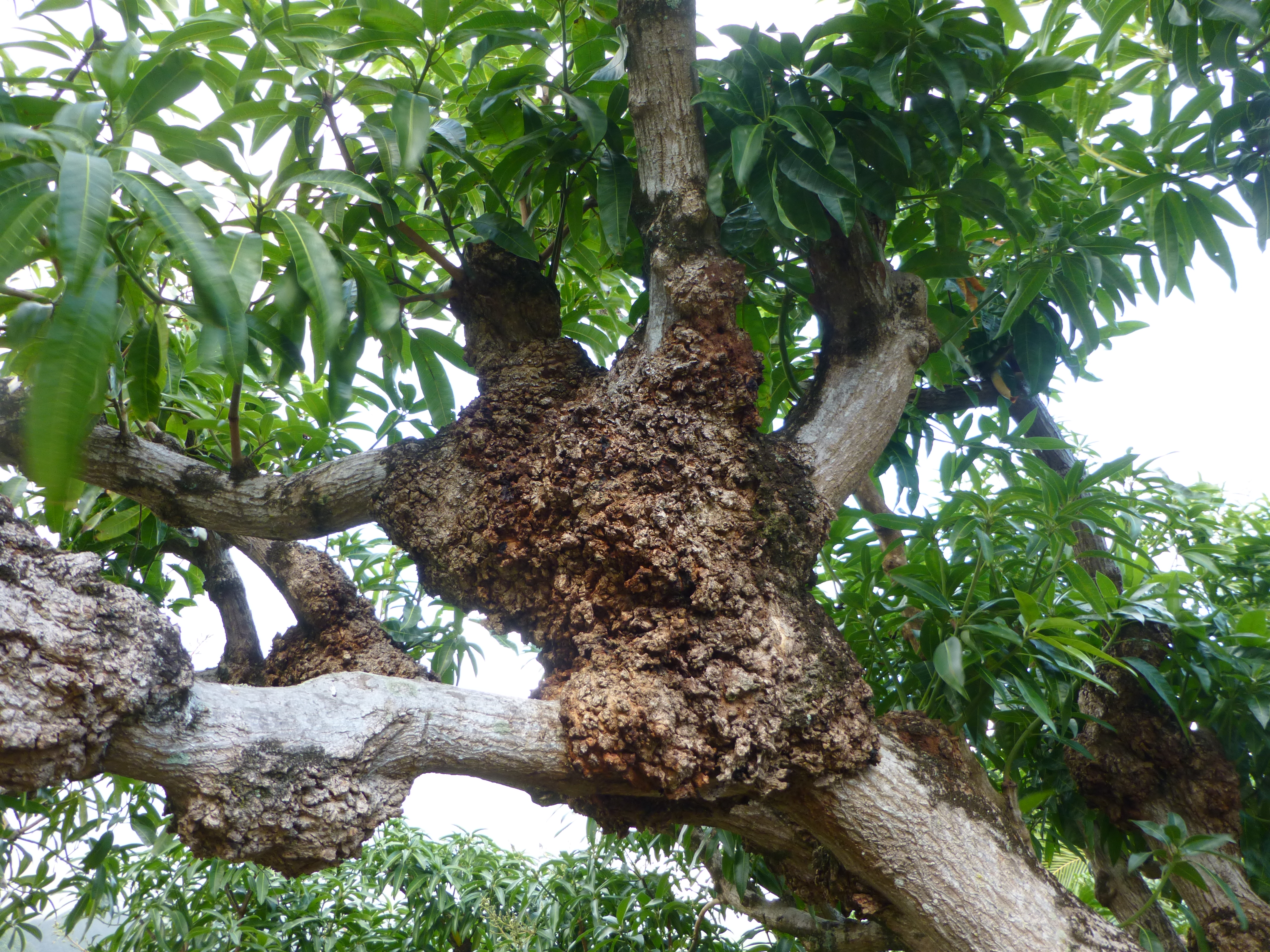
Op een mango
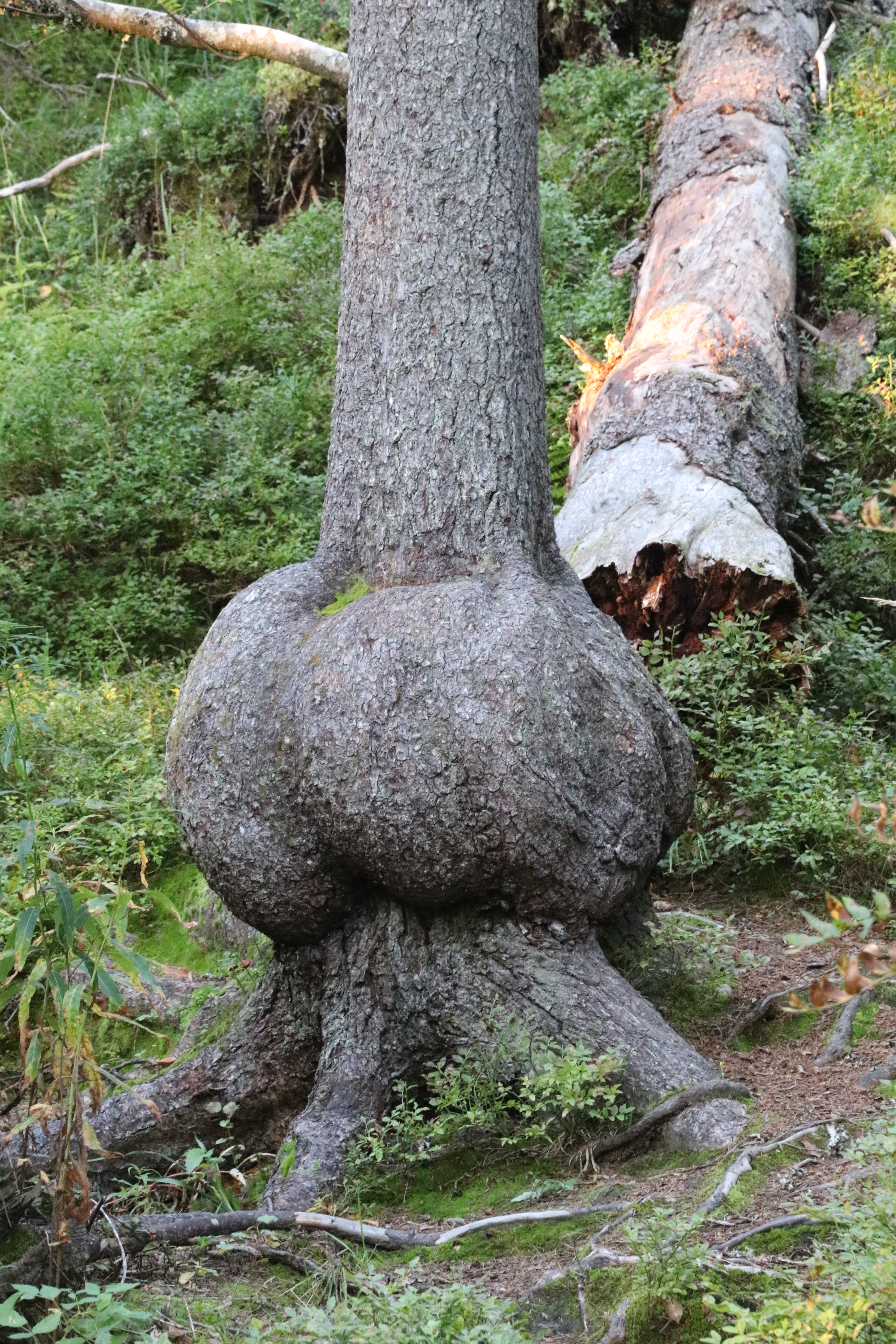
Op een grove den
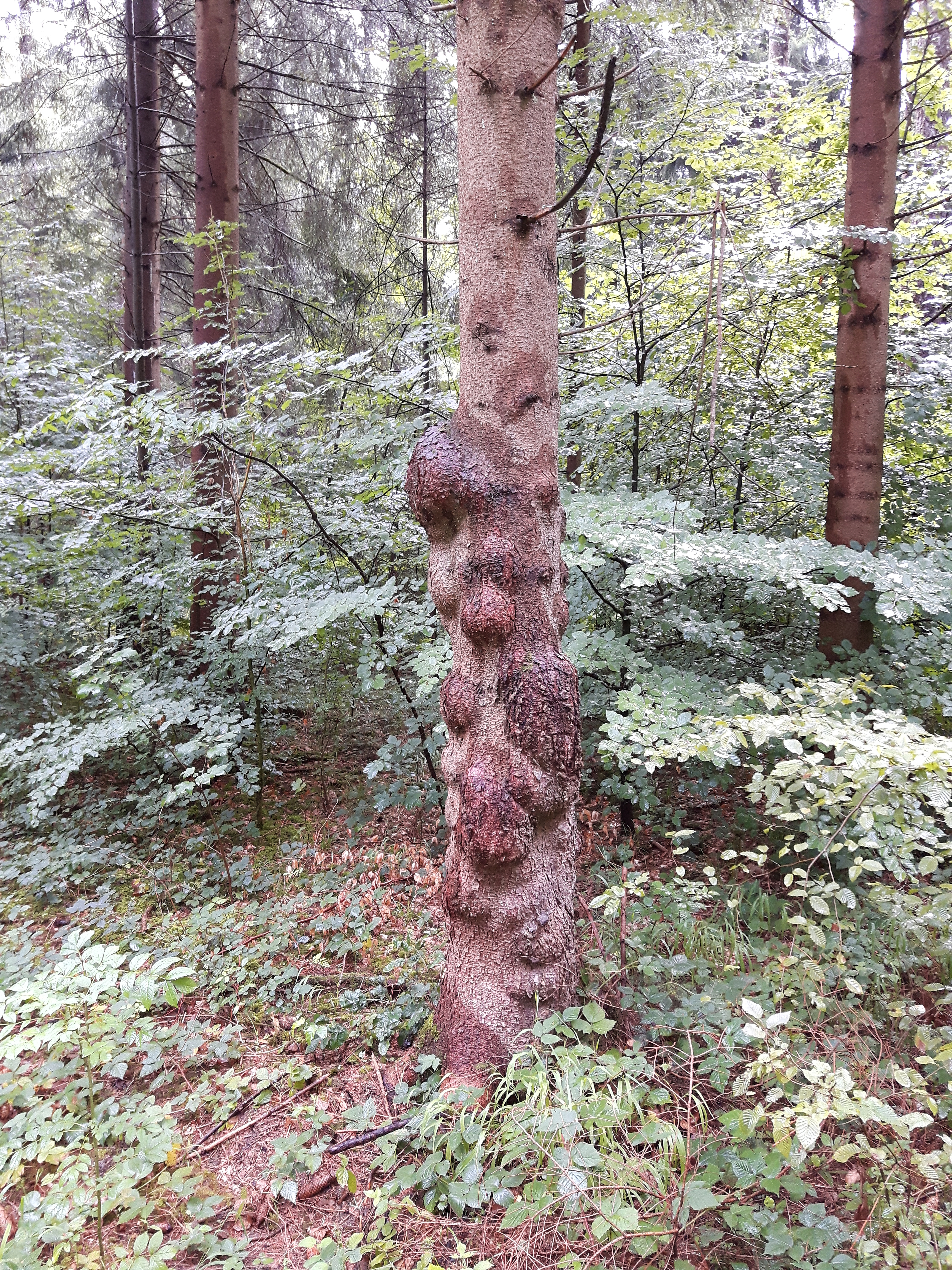
Op een fijnspar
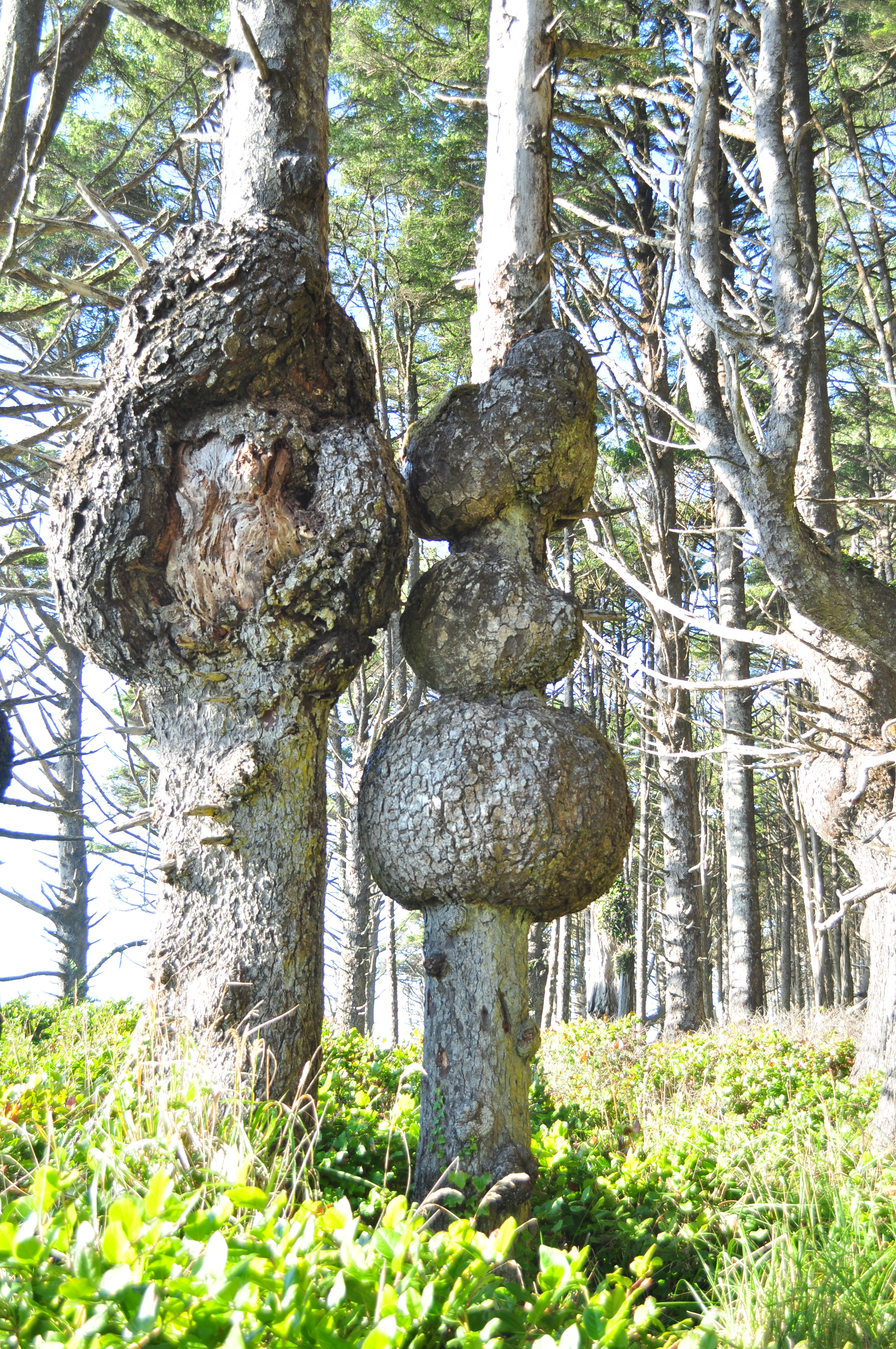
Op een sitka spar
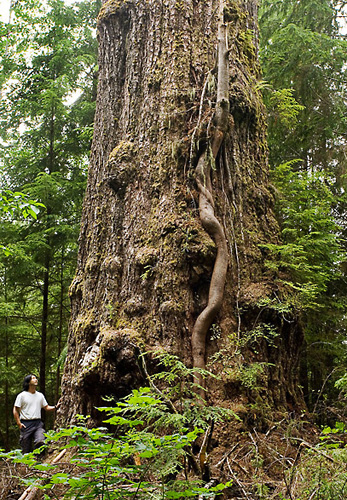
Op een douglas
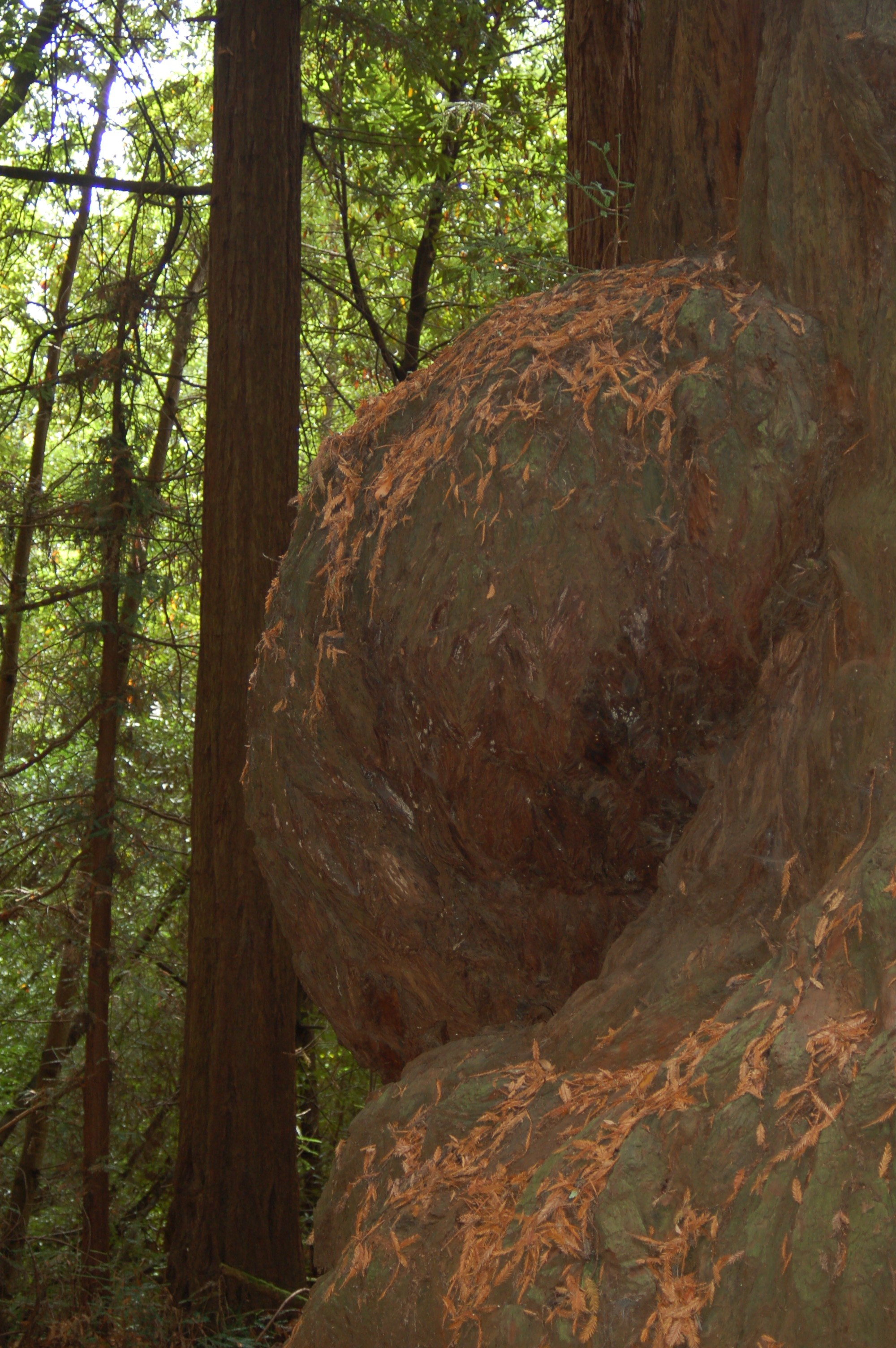
Op een kustmammoetboom
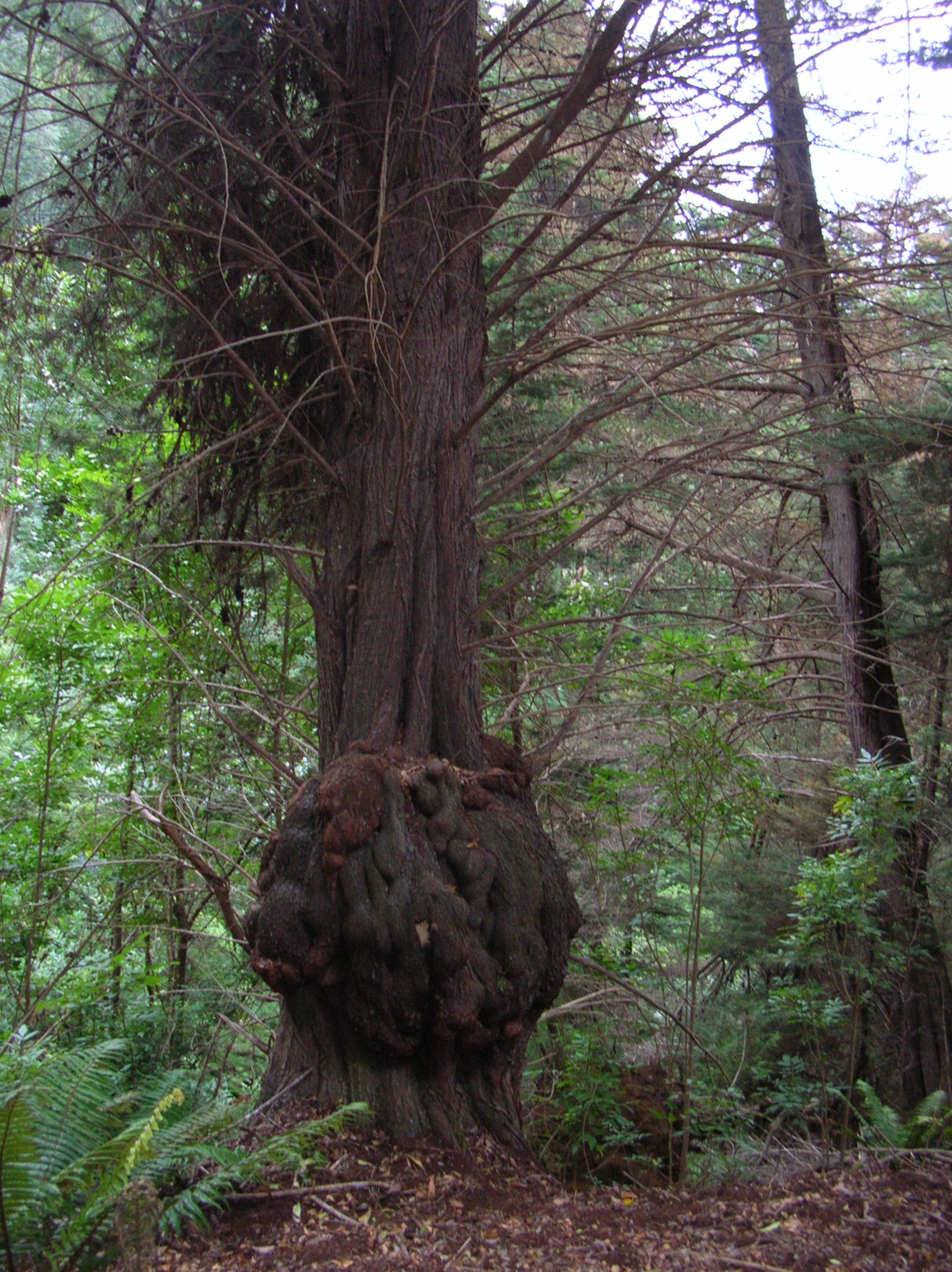
Op een cypres (VS)
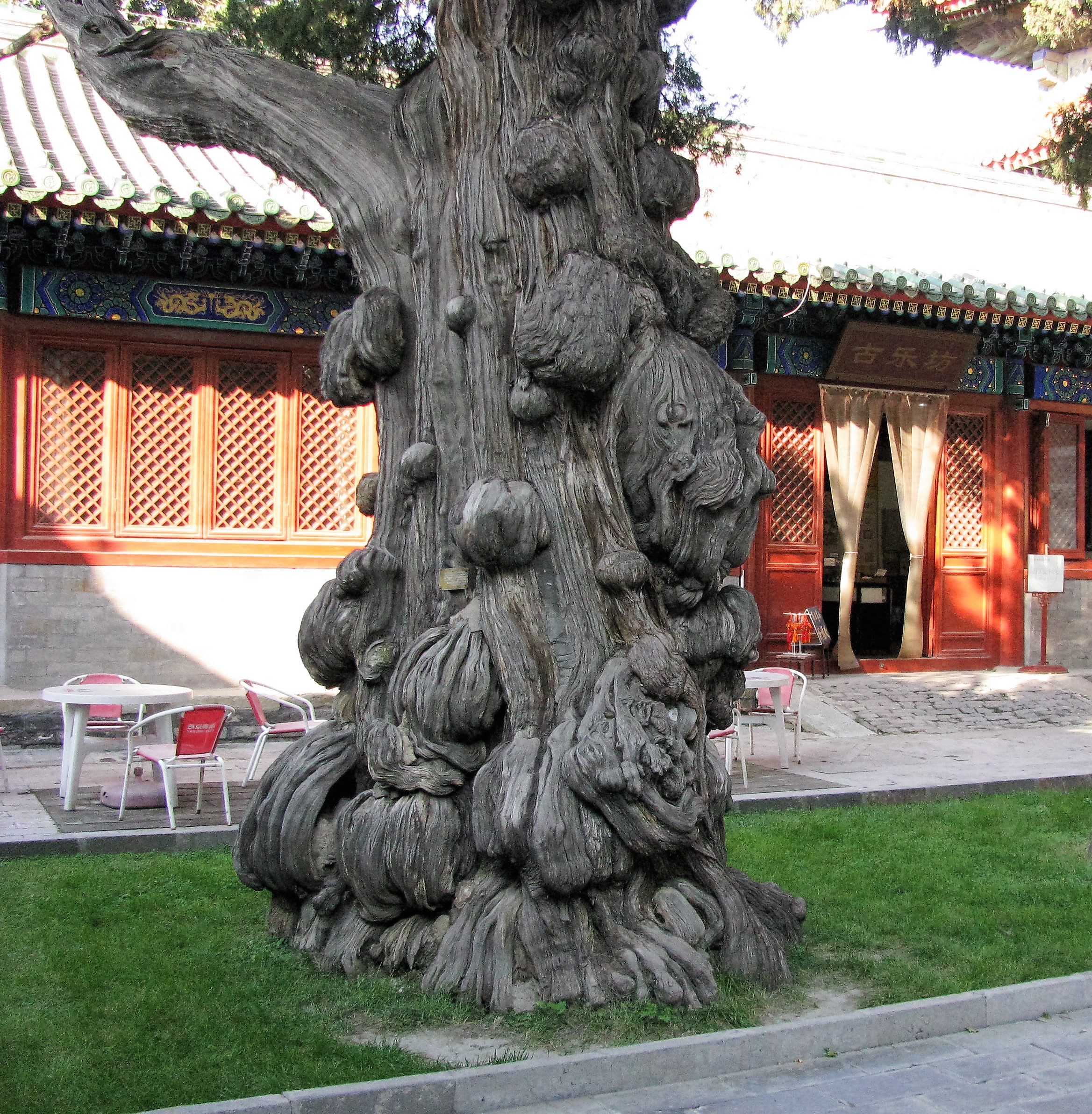
Op een cypres (China)
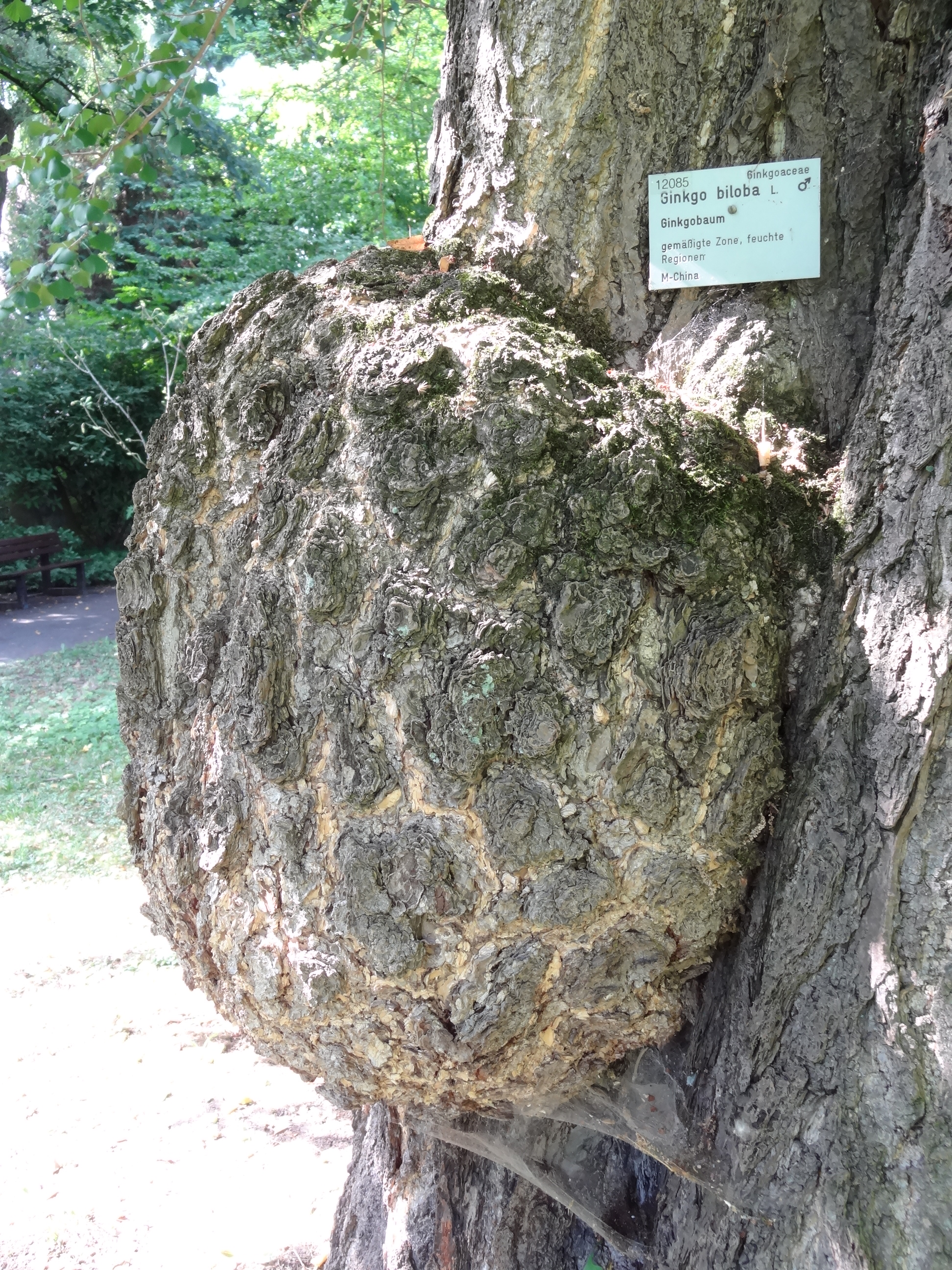
Op een ginkgo